# Cộng hòa Xã hội chủ nghĩa Xô viết Azerbaijan
Azerbaijan (AZ-ər-by-JAHN; tiếng Azerbaijani: Азәрбајҹан / Azərbaycan), tên chính thức là Cộng hòa Xã hội chủ nghĩa Xô viết Azerbaijan (tiếng Azerbaijani: Азәрбајҹан Совет Сосиалист Республикасы / Azərbaycan Sovet Sosialist Respublikası, tiếng Nga: Азербайджанская Советская Социалистическая Республика [АзССР], đã Latinh hoá: Azerbaydzhanskaya Sovetskaya Sotsialisticheskaya Respublika [AzSSR]), viết tắt CHXHCNXV Azerbaijan hay Azerbaijan Xô viết, là một trong các nước cộng hòa hình thành nên Liên Xô từ năm 1922 đến năm 1991. Azerbaijan được thành lập ngày 28 tháng 4 năm 1920 khi Nga Xô viết đưa các nhân vật thân Liên Xô lên nắm chính quyền. Ban đầu, trong hai năm đầu tiên, Cộng hòa Xã hội chủ nghĩa Xô viết Azerbaijan là một quốc gia độc lập cho đến khi được hợp nhất vào Cộng hòa Xã hội chủ nghĩa Xô viết Liên bang Ngoại Kavkaz, cùng với Cộng hòa Xã hội chủ nghĩa Xô viết Armenia và Cộng hòa Xã hội chủ nghĩa Xô viết Gruzia.
Vào tháng 12 năm 1922, Cộng hòa Xã hội chủ nghĩa Xô viết Liên bang Ngoại Kavkaz trở thành một bộ phận của Liên bang Xô viết mới thành lập. Hiến pháp của Azerbaijan đã được Đại hội Xô viết bất thường toàn Azerbaijan khóa IX thông qua vào ngày 14 tháng 3 năm 1937. Ngày 19 tháng 11 năm 1990, Cộng hòa Xã hội chủ nghĩa Xô viết Azerbaijan đổi tên thành "Cộng hòa Azerbaijan," tiếp tục là một phần của Liên Xô trước khi độc lập vào năm 1991. Nhà nước Cộng hòa Xã hội chủ nghĩa Xô viết Azerbaijan chấm dứt hoàn toàn tồn tại vào năm 1995, khi thông qua Hiến pháp mới của Azerbaijan.

## Chính phủ

### Nguyên thủ

#### Chủ tịch Ban Chấp hành Trung ương
- Mukhtar Gajiyev (1921–1922)
- Samed Aliyev (1922–1929)
- Gazanfar Musabekov (1929–1931)
- Sultan Medjid Efendiev (1932–1937)
- Mir Bashir Kasumov (1937–1938)

#### Chủ tịch và đoàn Chủ tịch Xô viết Tối cao
- Mir Teymur Yaqubov (1938)
- Mir Bashir Kasumov (1938–1949)
- Nazar Geydarov (1949–1954)
- Mirza Ibrahimov (1954–1958)
- Mustafa Topchubashov (1955–1958)
- Abdulla Bayramov (1958)
- Gazanfar Jafarli (1958–1959)
- Ilyas Abdullayev (1958–1959)
- Saftar Jafarov (1959–1961)
- Ali Tagi-zade (1959–1963)
- Mammad Isgandarov (1961–1969)
- Mammad Dadashzade (1963–1967)
- Gurban Khalilov (1969–1985)
- Suleyman Rustam (?-1989)
- Elmira Gafarova (1990–1992)

#### Tổng thống
- Ayaz Mutalibov